# Jack Hobbs
Jack Hobbs (ur. 18 sierpnia 1988 w Portsmouth) – angielski piłkarz występujący na pozycji obrońca w angielskim klubie Nottingham Forest. Były reprezentant Anglii do lat 19.

## Kariera
Pierwszym klubem Hobbsa był Spalding Athletic. Wkrótce zdecydował się odejść z tego klubu i zasilił szeregi Lincoln City F.C. Mając zaledwie 16 lat, Hobbs zaliczył debiut w drużynie w sezonie 2004/2005 wchodząc z ławki na trzy minuty przed końcem meczu, w zremisowanym spotkaniu drugiej ligi angielskiej pomiędzy Lincoln City i Bristol Rovers.
Latem 2005 roku, 1 sierpnia podpisał wstępną umowę z Liverpoolem. W końcu 18 sierpnia, w dniu swoich siedemnastych urodzin Hobbs podpisał trzyletni kontrakt z Liverpoolem, stając się siódmym zakupem hiszpańskiego trenera, Rafaela Beníteza. Debiut w rezerwach zaliczył tuż przed podpisaniem kontraktu w lokalnych mini-derbach pomiędzy Liverpoolem a Everton F.C. Młody obrońca grał w sezonie 2005/06 jako środkowy obrońca w prowadzonych przez Paco Herrerę rezerwach. Hobbs został także kapitanem drużyny po odejściu na wypożyczenie do Tranmere Rovers F.C. dotychczasowego kapitana Davida Ravena. Hobbs odgrywał ważną rolę w drużynie i pomógł jej zdobyć FA Youth Cup w meczu przeciwko Manchester City w sezonie 2005/06 i ponownie w sezonie 2006/07 przeciwko Manchester United, kiedy to młodzieżowcy zwyciężyli w rzutach karnych. 28 kwietnia 2007 Hobbs zadebiutował w pierwszej drużynie Liverpoolu w meczu Premiership przeciwko Portsmouth na Fratton Park.